# Цветы на чердаке (фильм, 1987)
«Цветы на чердаке» (англ. Flowers in the Attic) — американский художественный фильм режиссёра Джеффри Блума, экранизация одноимённого произведения Вирджинии Эндрюс, впервые опубликованного в 1979 году.
Слоган: «One of the decade’s most widely read best sellers is now this year’s incredible shocker.» (Один из самых читаемых бестселлеров десятилетия — теперь невероятный шок этого года.)

## Сюжет
Когда у Корин Доллагэнгер внезапно умер любимый муж, для неё и четырёх детей настали тяжёлые времена. Она осталась без гроша, без работы и не знала, что делать. Жизнь вынудила её вернуться в дом своих родителей Фоксвортов, людей богатых, но жестоких и ханжей.
Отец всегда был против её брака и лишил её наследства. Корин надеется смягчить его и ради этого идет на обман: по соглашению с матерью она запирает детей в одной из комнат дома, так что её тяжёло больной отец ничего о них и не знает. Корин объясняет детям что всё это лишь на время — пока она добьётся расположения отца. Детям не разрешают выходить не то, что на улицу — даже в дом. Единственным местом для игр для них становится чердак. Со временем их существование ухудшается. Когда младший сын Корин умирает, старшие дети догадываются, что здесь что-то не так.
Оказывается, что их мать живёт в роскоши, так как ей удалось добиться расположения отца. По наследству всё имущество переходит к Корин, однако в завещании есть одно условие — если окажется, что у Корин были дети от первого брака, то она теряет всё. Тогда женщина вместе с матерью решает уморить и оставшихся детей, а сама повторно выйти замуж за респектабельного молодого человека. Однако детям удаётся бежать, и они появляются, к всеобщему удивлению, на свадебной церемонии…

## В ролях
- Луиза Флетчер — бабушка Оливия Фоксворт
- Виктория Теннант — мать, Корин Доллангенджер-Фоксворт
- Кристи Суонсон — Кэти Доллангенджер
- Джеб Стюарт Адамс — Крис Доллангенджер
- Бен Гэнгер — Кори Доллангенджер
- Линдси Паркер — Кэрри Доллангенджер
- Маршалл Кольт — отец, Кристофер Доллангенджер
- Натан Дэвис — дед Малкольм Фоксворт
- Брук Фрайс — прислуга
- Алекс Коба — Джон Холл
- Леонард Манн — Барт Уинслоу

## Производство
Производство фильма сопровождалось многочисленными конфликтами, несмотря на то, что Вирджиния Эндрюс, продав права на экранизацию, добилась того, чтобы последнее слово в плане одобрения сценария оставалось за ней. Так она отклонила целых пять вариантов сценария (среди них был сценарий Уэса Крэйвена, который отклонили сами продюсеры по причине его жестокости), прежде чем выбрала сценарий Джеффри Блума, который затем стал режиссёром фильма. Несмотря на то, что именно сценарий Блума был ближе всех к книге, он не имел никакой свободы действия в плане его корректировки (все расхождения с книгой в сюжете были внесены именно продюсерами) вплоть до того, что композитора Кристофера Янга ему пришлось нанять по велению студий, хотя сам он хотел, чтобы музыку написал Дэвид Шайр.
Кристи Суонсон утверждала, что когда её представили Вирджинии Эндрюс, то та заявила, что именно такой она и представляла Кэти Доллангенджер. Несмотря на то, что книга очень популярна у девочек-подростков, Суонсон в своё время не прочла её и не стала читать перед началом съёмок, поскольку целиком положилась на видение её персонажа Блумом. Бюджет фильма не позволял нанять в качестве актёров тогдашних кинозвёзд — Шэрон Стоун проходила прослушивание на роль Корин и её кандидатура вполне устроила Блума, но продюсеры отказались её утвердить.
Поскольку приквел «Сад теней» ещё не был выпущен тогда, то Луиза Флетчер, утверждённая на роль Оливии, провела целую ночь с Вирджинией Эндрюс, в течение которой та рассказывала ей её биографию и объясняла причины её жестокости. Флетчер очень скрупулёзно подошла к своей роли и оставалась в образе Оливии даже в перерывах между дублями.
Сама Эндрюс снялась в эпизодическом камео — после сцены неудачной попытки побега Криса и Кэти с крыши она появляется на несколько секунд в образе служанки, протирающей окно. Энн Пэтти, редактор оригинальной книги, которая присутствовала на съёмках этого эпизода, сказала, что роль Эндрюс метафорична: «Писатель — это человек, который протирает окно, чтобы читатель мог лучше видеть жизнь персонажей».
В качестве особняка Фоксвортов был заснят Кастл-Хилл в Массачусетсе, в котором были сняты многие экстерьерные и интерьерные сцены. Финальная сцена на свадьбе снималась в особняке Гэйстоун в Калифорнии.

### Альтернативный финал
Изначально смонтированная версия была представлена для тест-просмотров в декабре 1986 года в долине Сан-Фернандо. Несмотря на то, что она была довольно близка к книге вплоть до того, что в ней содержались намёки на инцест между Крисом и Кэти, аудитория (состоявшая в основном из девочек-подростков, на которых книга и рассчитана) восприняла фильм негативно главным образом из-за этих самых сцен. Негативно также была воспринята сцена, где Корин снимает блузку перед своим отцом, готовясь принять наказание от Оливии, и изначальный финал фильма, который, однако, сильно разнился с книгой.
В этом финале Кэти, Крис и Кэрри, направляясь на свадебную церемонию, сталкиваются в коридорах со сторожем особняка и после небольшой схватки сталкивают его в шахту лифта. Далее они приходят на саму свадьбу (в этой версии она была снята в совсем другом помещении), где их дедушка Малькольм, по сюжету ещё живой, тоже присутствовал на церемонии. Когда туда приходит троица и раскрывает свои личности, все присутствующие впадают в шок. Корин пытается оправдаться, но в ответ все присутствующие лишь молчат, а Малькольм, хоть и не может говорить, но цепко хватает Корин за руку. Троица швыряет матери под ноги труп мышонка и кусочек отравленного пончика, после чего раскрывает, что мать решила их убить, а затем покидает церемонию. Когда они собираются выйти из парадного холла, на них набрасывается с ножом Оливия, но её задерживает дворецкий Джон Холл, который заталкивает Оливию в кабину лифта. На лицо Оливии начинает капать кровь и, взглянув в верх, она с ужасом видит лежащий на крыше лифта труп сторожа. Оливия бьётся в неконтролируемой панике, в то время как Джон Холл придерживает двери лифта (в этом финале он имел несколько реплик, в то время как в итоговой версии фильма он произносит всего одну реплику). После этого Кэти, Крис и Кэрри покидают Фоксворт-Холл — эти кадры были единственными из этого финала, которые вошли в итоговую версию (момент, когда дети выходят из дома). 
Продюсеры потребовали снять новый финал, так как им казалось, что зрители предпочтут увидеть, как дети вершат месть на Корин. Новый финал, в котором Корин в результате несчастного случая задушена свадебной фатой во время падения, как не странно, был взят из отвергнутого сценария Уэса Крэйвена. Блум отказался снимать его и в итоге был снят с поста режиссёра, а новый финал был отснят режиссёром, чьё имя осталось неизвестным. Сам новый финал был отснят в Калифорнии и актёрам совершенно не понравился. Виктория Теннант попросту ушла со съёмочной площадки и в сцене гибели Корин была задействована дублёрша. Также существует версия, что был отснят ещё один третий финал, который демонстрировался во второй редакции на тест-просмотрах в Сан-Хосе и Огайо. Его сюжет никогда не раскрывался, но актёр Алекс Коба, сыгравший Джона Холла, заявил, что его сюжет был получше того финала, который потребовали снять продюсеры — по его словам, из всех трёх финалов для итоговой версии был выбран самый худший.
Поскольку Блум ушёл с поста режиссёра, то вторую версию фильма монтировали уже продюсеры. Помимо финала они всё-таки решили вырезать все намёки на инцест, а также самые краткие противоречивые кадры, главным образом из-за того, чтобы не получить жёсткий возрастной рейтинг, а также сократить хронометраж, который позволил бы фильму получить больше киносеансов и, соответственно, сборов. Эта новая версия была представлена к тест-просмотру в январе 1987 года и, как ни странно, пришлась аудитории по душе, из-за чего была выпущена в прокат почти без изменений. Из-за пересъёмок изначально запланированная на март 1987 года премьера была перенесена на ноябрь.
На данный момент нет никаких сведений о том, что весь вырезанный материал сохранился. В 2014 году, когда фильм был впервые издан на Blue-ray, в это издание в качестве дополнительного материала была приложена найденная запись оригинального финала, но сама запись была сделана на Betamax-кассете, поэтому изображение имело очень низкое качество.

## Награды
- Премия Сатурн 1988
  - номинация в категории «Лучшая актриса второго плана» — Луиза Флетчер
- Young Artist Awards-1989
  - лучшая юная актриса в фильме ужасов — Кристи Суонсон

## Ремейк
В 2014 году женский кабельный канал Lifetime снял одноименный ремейк фильма с Хизер Грэм и Эллен Берстин в главных ролях.